# Municipio de Water Valley
El municipio de Water Valley (en inglés: Water Valley Township) es una subdivisión administrativa del condado de Randolph, Arkansas, Estados Unidos. Según el censo de 2020, tiene una población de 238 habitantes. aa

## Geografía
Está ubicado en las coordenadas 36°18′57″N 91°7′28″O / 36.31583, -91.12444 (36.315775, -91.124501). Según la Oficina del Censo de los Estados Unidos, tiene una superficie total de 63 km², de la cual 62,87 km² corresponden a tierra firme y (0,21 %) 0,13 km² es agua.

## Demografía
Según el censo de 2020, hay 238 personas residiendo en la zona. La densidad de población es de 3,79 hab./km². El 94,96 % son blancos, el 1,26 % son amerindios y el 3,78% son de dos o más razas. Del total de la población. el 0,84 % son hispanos o latinos de cualquier raza.